# Myotubulaire myopathie
Myotubulaire myopathie is een zeer zeldzame X-gebonden vorm van myopathie ofwel spierziekte. De aandoening is recessief, wat in de praktijk betekent dat vrouwen draagsters zonder klachten zijn, terwijl jongetjes met deze aandoening direct na hun geboorte komen te overlijden.
De ziekte kan tijdens de zwangerschap als volgt worden vastgesteld:
- bij 9 weken: door middel van een geslachtsbepalend bloedonderzoek (mogelijk sinds ca. 2006)
- bij jongetjes: door middel van een vlokkentest om X-gebonden myotubulaire myopathie in DNA aan te tonen

De ziekte is bekend bij de Stichting Klinisch Genetisch Centrum Nijmegen in het UMC St Radboud.